# Club Atlético Macachín
Club Atlético Macachín es un club de fútbol oriundo de la localidad de Macachín, provincia de La Pampa, Argentina. Fue fundado el 12 de noviembre de 1918 y juega sus partidos de local en el estadio José Lizasuain, cuya capacidad es de 3500 espectadores. El estadio se localiza en la Ruta Provincial 1 y La Plata y lleva el nombre de José Lizasuain en honor a su fundador, aunque es conocido popularmente como La Bombonerita.
Es una de las entidades deportivas más importantes de la localidad. La primera comisión fue dirigida por el docente Enrique Suárez y desde entonces el equipo «apuntaló el crecimiento del pueblo y también colaboró activamente en la historia del deporte pampeano». Los colores que identifican al equipo son rojo y blanco y es popularmente conocido como El Rojo o El Rojo de Macachín.
Es uno de los clubes fundadores de la Liga Cultural de Fútbol, donde compite a nivel local y en la que se ha consagrado campeón en 6 oportunidades. 

En cuanto a competiciones nacionales, el Club Atlético Macachín, ha disputado 5 torneos diferentes, entre ellos: dos torneos regionales, un Torneo del Interior, Torneo Argentino C y el Torneo Regional Federal Amateur, un reciente campeonato de cuarta división organizado por el Concejo Federal de la Asociación del Fútbol Argentino (AFA).

## Historia
Durante algún tiempo en la historia, Macachín fue representada por 2 entidades deportivas: Sportman y Sportivo, quienes mantuvieron una fuerte rivalidad futbolística que generó, en muchas ocasiones, incidentes cada vez que jugaban.

Sin embargo, un reconocido personaje de aquella época de nombre José Lizasuain, decidió intervenir en la problemática y sirvió como mediador entre ambos clubes, quienes llegaron a un acuerdo y decidieron por unanimidad la disolución de ambas instituciones y la creación de un único club representativo de la localidad.

El equipo fue fundado oficialmente el 12 de noviembre de 1918, siendo Enrique Suárez el primer mandatario de la institución. Desde sus inicios, la entidad se enfocó en el desarrollo deportivo y social de la localidad de Macachín.
Históricamente, el club posee un fuerte vínculo con la producción salinera de Macachín, apoyando y ejecutando diversos eventos sociales como la Fiesta de la Sal.
En cuanto a competición local, Club Atlético Macachín fue uno de los clubes fundadores de la Liga Cultural de Fútbol. En este certamen se ha proclamado campeón en 6 oportunidades.

## Participación en torneos regionales
- Atlético Macachín debutó en una competición nacional, de orden regional, el 20 de enero de 1980 frente a los Andes Foot-Ball Club, partido que terminó 2:0 a favor de Macachín y que correspondió al Torneo Regional de 1980 [6].
- Al consagrarse nuevamente campeón de la Liga Cultural, al año siguiente, volvió a disputar el Regional, y debutó el 8 de febrero de 1981, frente a Deportivo Bowen de General Alvear, cayendo por 2 a 0 [7].
- También disputó el Torneo del Interior en la temporada 1991-92, donde debutó ante el Club Atlético Costa Brava de General Pico el 19 de enero de 1992, integró el Grupo B de la Región Sur, Subzona Norte, junto al mencionado Costa Brava, Independiente de (Río Colorado) y Deportivo Patagones de Carmen de Patagones, y quedó eliminado en el grupo inicial [8].
- En cuanto al Torneo Argentino C, disputó la edición de 2005 donde integró el grupo 7 de la primera fase, junto a Ferro de General Pico, Ferro Carril Oeste de Intendente Alvear y Deportivo La Maruja de La Maruja. Como ganador del grupo, con 12 puntos, (4 partidos ganados y 14 goles a favor), sorteó en forma directa las dos primeras etapas de playoff elminatorios y avanzó a octavos de final. En esa ronda fue derrotado por Ferro Carril Oeste de Intendente Alvear [9].
- La última competición nacional que ha disputado, fue el Torneo Regional Federal Amateur, edición 2020, donde debutó el 1 de febrero frente al All Boys; integró el grupo además, con Racing Club de Eduardo Castex y Costa Brava de General Pico y quedó elminado en el grupo inicial,[10] en un torneo que nunca concluyó, se dio por finalizado en forma anticipada (debido a la pandemia de COVID-19). [11][12]

## Palmarés
Títulos Locales
- Liga Cultural de Fútbol:

Primera División (6), ganó los siguientes Campeonatos Oficiales: 1958, 1962, 1979, 1980, 1991, 2012 (es el quinto equipo con más títulos en la historia de la Liga).
Copa Presidentes de la Liga Cultural (1): 2013.
Títulos Provinciales
- Torneo Provincial de Fútbol (La Pampa) (1): 2004.